# Kanton Bray-sur-Seine
Kanton Bray-sur-Seine (fr. Canton de Bray-sur-Seine) byl francouzský kanton v departementu Seine-et-Marne v regionu Île-de-France. Tvořilo ho 23 obcí. Zrušen byl po reformě kantonů 2014.

## Obce kantonu
- Baby
- Balloy
- Bazoches-lès-Bray
- Bray-sur-Seine
- Chalmaison
- Everly
- Fontaine-Fourches
- Gouaix
- Gravon
- Grisy-sur-Seine
- Hermé
- Jaulnes
- Montigny-le-Guesdier
- Mousseaux-lès-Bray
- Mouy-sur-Seine
- Noyen-sur-Seine
- Les Ormes-sur-Voulzie
- Passy-sur-Seine
- Saint-Sauveur-lès-Bray
- La Tombe
- Villenauxe-la-Petite
- Villiers-sur-Seine
- Villuis